# Zbigniew Osadowski
Zbigniew Osadowski (ur. 1971) – polski biolog, doktor habilitowany nauk biologicznych, specjalista w zakresie geobotaniki i ochrony przyrody, nauczyciel akademicki, rektor Uniwersytetu Pomorskiego w Słupsku od 2016

## Życiorys
Zbigniew Osadowski jest absolwentem kierunku ochrona środowiska Akademii Rolniczej w Szczecinie (1996). W 1997 został zatrudniony jako nauczyciel akademicki w Wyższej Szkole Pedagogicznej w Słupsku. Stopień doktora otrzymał na podstawie pracy Szata roślinna kompleksów źródliskowych górnej zlewni Radwi (promotorem był prof. dr hab. Stefan Friedrich) obronionej w 2000 na Wydziale Nauk Przyrodniczych Uniwersytetu Szczecińskiego. Habilitował się w 2011 na podstawie dorobku naukowego i monografii Wpływ uwarunkowań hydrologicznych i hydrochemicznych na zróżnicowanie szaty roślinnej źródlisk w krajobrazie młodoglacjalnym Pomorza na Wydziale Biologii Uniwersytetu im. Adama Mickiewicza w Poznaniu. Obecnie pracuje jako profesor uczelni w Instytucie Biologii i Nauk o Ziemi Uniwersytetu Pomorskiego w Słupsku.
W latach 2012–2016 pełnił funkcję prorektora ds. programów europejskich i współpracy z gospodarką. Od 2016 jest rektorem Uniwersytetu Pomorskiego w Słupsku.